# LINDBERG V
『LINDBERG V』（リンドバーグ・ファイブ）は、LINDBERGの5枚目のオリジナル・アルバム。
1992年5月22日発売。発売元は徳間ジャパンのPUBLIC IMAGE RECORDSレーベル。
初回限定は三方背BOX仕様で、青、赤、白と3色の色違いが存在した。

## 解説
ロサンゼルスで初の海外レコーディングが施され、ブックレットにはその模様の写真が多数収録されている。
本作以降、作詞は全曲渡瀬マキが担当する。
平川、川添、小柳の3人は、ロスでのスタジオや楽器の音が、これまでと違うことに感動していたが、渡瀬はロスでの生活でのストレスなどの影響により、声が出なくなるなど、レコーディングが大変だったことを語っている。
本作は1992年6月1日から6月15日付までのオリコンチャートにて3週連続1位を獲得、登場回数は19回で売り上げ枚数は87.8万枚となった。

## 収録曲
全作詞: 渡瀬マキ
1. 赤い自転車
  - 作曲: 平川達也
2. Magical Dreamer
  - 作曲: 平川達也

12枚目のシングル曲。後にこのバージョンより以前にレコーディングしていたバージョンがシングルカットとなった。NHK連続アニメ 「ヤダモン」オープニング曲。
3. Bye Bye WILD JET BOY
  - 作曲: 川添智久
4. 風のない春の午後
  - 作曲: 川添智久
5. 青いかけら
  - 作曲: 平川達也
6. 気まぐれYoung Lovers
  - 作曲: 小柳昌法
7. 恋をしようよ Yeah! Yeah!
  - 作曲: 川添智久

10枚目のシングル曲。コカ・コーラCF曲。
同曲で、第43回NHK紅白歌合戦に初出場を果たした。
8. INNOCENT SKY
  - 作曲: 小柳昌法
9. この空にちかって
  - 作曲: 小柳昌法

12枚目のシングルのC/W曲。
NHK連続アニメ「ヤダモン」エンディング曲。
後に本作収録テイクより以前にレコーディングしていたバージョンがシングルカットされた。
10. フォトグラフ
  - 作曲: 平川達也
11. Over The Top
  - 作曲: 小柳昌法

ミズノCMソング。柔道の谷亮子（当時:田村亮子）は、バルセロナオリンピックの大会でこの曲を応援歌にしていた。
12. 日曜日はドライブ日和り
  - 作曲: 川添智久
13. 朝
  - 作曲: 平川達也

1分58秒と、非常に短い曲。